# Пегубень
Пегубень, Пегубені (рум. Păgubeni) — село у повіті Бакеу в Румунії. Адміністративно підпорядковане місту Дерменешть.
Село розташоване на відстані 217 км на північ від Бухареста, 38 км на південний захід від Бакеу, 120 км на південний захід від Ясс, 105 км на північний схід від Брашова.

## Населення
За даними перепису населення 2002 року у селі проживали 420 осіб, усі — румуни. Усі жителі села рідною мовою назвали румунську.